# Agapito
Agapito es un nombre propio masculino de origen griego en su variante en español. Deriva del griego Άγαπητός (adaptado al latín como Agapetus), que viene de ἀγάπη (agápē), "amor"; también puede significar "amado o amable".

## Santoral
18 de agosto: San Agapito.

## Variantes
- Agapio.
- Femenino: Agapita, Ágape.

### Variantes en otros idiomas
| Variantes en otras lenguas | Variantes en otras lenguas |
| -------------------------- | -------------------------- |
| Español                    | Agapito                    |
| Alemán                     | Agapitus                   |
| Asturiano                  | Agapitu                    |
| Búlgaro                    | Агапит (Agapit)            |
| Catalán                    | Agapit                     |
| Checo                      | Agapetus                   |
| Danés                      | Agapetus                   |
| Eslovaco                   | Agapet                     |
| Esloveno                   | Agapit                     |
| Esperanto                  | Agapeto                    |
| Estonio                    | Agapetus                   |
| Euskera                    | Agapita                    |
| Finlandés                  | Agapetus                   |
| Francés                    | Agapet                     |
| Gallego                    | Agapito                    |
| Griego                     | Άγαπητός (Agapētos)        |
| Holandés                   | Agapitus                   |
| Húngaro                    | Agapét                     |
| Inglés                     | Agapetus                   |
| Italiano                   | Agapito                    |
| Latín                      | Agapetus                   |
| Letón                      | Agapets                    |
| Lituano                    | Agapetas                   |
| Noruego                    | Agapetus                   |
| Polaco                     | Agapit                     |
| Portugués                  | Agapito                    |
| Rumano                     | Agapet                     |
| Ruso                       | Агапит (Agapit)            |
| Sardo                      | Agapitu                    |
| Serbio                     | Агапит (Agapit)            |
| Sueco                      | Agapetus                   |